# 天堂公園 (加利福尼亞州)
天堂公園（英語：Paradise Park）是位於美國加利福尼亞州聖塔克魯茲縣的一個人口普查指定地區。

## 地理
天堂公園的座標為37°00′23″N 122°02′33″W / 37.00639°N 122.04250°W，而該地最高點為海拔高度28米（即92英尺）。

## 人口
根據2010年美國人口普查的數據，天堂公園的面積為0.722平方千米，均為陸地。當地共有人口389人，而人口密度為每平方千米538人。